# گشت مرزی (فیلم)
گشت مرزی (انگلیسی: The Border Patrol) یک فیلم سینمایی آمریکایی در ژانر وسترن به کارگردانی جیمز پی. هوگان که در سال ۱۹۲۸ منتشر شد. از بازیگران آن می‌توان به هری کری اشاره کرد.